# XM246
XM246 — американская опытная дивизионная зенитная самоходная установка, разработанная корпорацией General Dynamics в 1970-е гг. для замены в войсках ЗСУ M163 в рамках программы DIVAD. Успешно прошла отборочный тур испытаний и вышла в финал конкурса, но уступила его в итоге образцу компании Ford. На экспорт не поставлялась.

## История
В 1973 году начались работы по программе создания буксируемых и самоходных зенитных артиллерийских установок для поражения низколетящих целей (Gun Low Altitude Air Defense System, сокр. GLAADS). General Dynamics представила опытный прототип с зенитным автоматом Mauser весом 112 кг в турели диаметром 122 см. Зенитный автомат обеспечивал темп стрельбы 1000 выстр. в минуту. Программа GLAADS была в итоге закрыта, полученные наработки были вскоре использованы General Dynamics после начала другой программы по созданию дивизионной самоходной зенитной установки (Division Air Defense, сокр. DIVAD), в которой принял участие практически тот же самый набор подрядчиков, что и в ранее закрытой программе с модифицированными проектами под несколько изменённые тактико-технические требования. Разработка велась подрядчиком самостоятельно, офицеры Автобронетанкового управления и Управления противовоздушной обороны Армии США участвовали только в постановке технического задания и до начала испытаний не вмешивались в процесс опытно-конструкторских работ. Основными требованиями к ЗСУ были её унификация под стандарты НАТО, калибр от 30 до 40 мм, и одинаковое для всех участников конкурса шасси. После выхода в финал конкурса опытных прототипов General Dynamics и Ford, им были присвоены войсковые индексы XM246 и XM247 соответственно, от обоих финалистов требовалось изготовить по два предсерийных образца ЗСУ для заключительных полигонных испытаний, намеченных на лето 1980 года. По итогам испытаний предпочтение было отдано образцу компании Ford.

## Конструкция

### Ходовая часть
При создании ЗСУ использовалось шасси серийного основного танка M48A5, подлежащего списанию с вооружения. Практически все характеристики ходовой части XM246 и указанного танка совпадают (с поправкой на другую башню).

### Вооружение
Исходно инженеры General Dynamics экспериментировали с зенитными автоматами западногерманской компании Mauser в башнях с одним, двумя и тремя зенитными автоматами калибров 27 и 30 мм. Впоследствии, выбор остановился на спаренной пушке швейцарской компании Oerlikon калибра 35 мм. Зенитные автоматы Oerlikon имели достаточно высокие огневые характеристики и превосходили автоматы Mauser по всем показателям кроме темпа стрельбы и вероятности попадания в цель и вывода её из строя, а также стоимости эксплуатации, — по последнему параметру Oerlikon уступали Mauser более чем в полтора раза, что однако компенсировалось более чем в три раза меньшим расходом снарядов. Наведение зенитных автоматов на воздушную цель осуществлялось при помощи оптико-электронных прицельных приспособлений (дневного и ночного прицела), разработанных компанией Delco для боевых разведывательных машин XM800T, и радиолокационной станции наведения собственного производства, являющейся вариантом корабельной станции AN/VPS-2 сопрягаемой с зенитным артиллерийским комплексом MK 15, модифицированным под размещение на бронетехнике. Для стабилизации прицельных приспособлений использовались устройства разработанные General Motors для основного боевого танка XM1. Для стрельбы по наземным или надводным целям РЛС не использовалась.

### Средства связи
Для радиосвязи на башне была смонтирована стандартная танковая радиостанция AN/VRC-47 (аналогичная установленной на M247).

## Сравнительная характеристика
| · |
|   |
|   |

|  |
|  |
|  |